# Kiss + Swallow
Kiss + Swallow – pierwszy długogrający, studyjny album projektu IAMX, wydany 13 lipca 2004 roku.
Płyta ta składa się w części z utworów napisanych z myślą o czwartym, niezrealizowanym albumie grupy Sneaker Pimps, czyli np. nagranych w wersjach demo "Kiss + Swallow", "Sailor", "Naked But Safe", "Missile" oraz "i-polaroids".
Autorem tekstów do "Naked But Safe", "Missile" i "White Suburb Impressionism" jest Ian Pickering (Sneaker Pimps). Tekst do "You Stick It in Me" napisała Sue Denim (Robots in Disguise). Denim jest również autorką zdjęcia zdobiącego front okładki.

## Lista utworów

### oryginalna
opracowano na podstawie materiału źródłowego:
| 1.  | "IAMX"                       | 0:14    |
|     |                              |         |
| 2.  | "Kiss + Swallow"             | 5:15    |
|     |                              |         |
| 3.  | "Sailor"                     | 5:12    |
|     |                              |         |
| 4.  | "Naked But Safe"             | 5:23    |
|     |                              |         |
| 5.  | "Simple Girl"                | 4:42    |
|     |                              |         |
| 6.  | "Mercy"                      | 6:01    |
|     |                              |         |
| 7.  | "Your Joy Is My Low"         | 5:17    |
|     |                              |         |
| 8.  | "I Like Pretending"          | 5:16    |
|     |                              |         |
| 9.  | "You Stick It in Me"         | 4:19    |
|     |                              |         |
| 10. | "Skin Vision"                | 5:11    |
|     |                              |         |
| 11. | "Missile"                    | 3:36    |
|     |                              |         |
| 12. | "White Suburb Impressionism" | 5:06    |
|     |                              |         |
| 13. | "Heatwave"                   | 5:08    |
|     |                              |         |
|     |                              | 1:00:40 |
|     |                              |         |

### reedycja 2006
W 27 listopada 2006 roku na rynku europejskim ukazała się reedycja albumu zawierająca dodatkowe utwory i teledysk. W 2008 roku wydano ją w zmienionej okładce w Stanach Zjednoczonych,
opracowano na podstawie materiału źródłowego:
| 1.  | "Kiss + Swallow"                                   | 5:30    |
|     | połączone w jeden utwory "IAMX" i "Kiss + Swallow" |         |
| 2.  | "Sailor"                                           | 5:13    |
|     |                                                    |         |
| 3.  | "Naked But Safe"                                   | 5:23    |
|     |                                                    |         |
| 4.  | "Simple Girl"                                      | 4:42    |
|     |                                                    |         |
| 5.  | "Mercy"                                            | 6:02    |
|     |                                                    |         |
| 6.  | "Your Joy Is My Low"                               | 5:18    |
|     |                                                    |         |
| 7.  | "I Like Pretending"                                | 5:16    |
|     |                                                    |         |
| 8.  | "You Stick It in Me"                               | 4:19    |
|     |                                                    |         |
| 9.  | "Skin Vision"                                      | 5:11    |
|     |                                                    |         |
| 10. | "Missile"                                          | 3:36    |
|     |                                                    |         |
| 11. | "White Suburb Impressionism"                       | 5:06    |
|     |                                                    |         |
| 12. | "Heatwave"                                         | 5:12    |
|     |                                                    |         |
| 13. | "i-polaroids"                                      | 3:55    |
|     |                                                    |         |
| 14. | "Kiss and Swallow – Moonbootica Remix"             | 6:09    |
|     |                                                    |         |
| 15. | "Missile" – Video                                  | 3:39    |
|     |                                                    |         |
|     |                                                    | 1:14:31 |
|     |                                                    |         |

## Single

### Kiss + Swallow
Singel "Kiss + Swallow" ukazał się w 2004 roku. Utwór był promowany teledyskiem. Singel wydano w dwóch wersjach:

#### Kiss + Swallow (CD, Tennis Schallplatten)
Tennis Schallplatten, CD, 2004.
Lista utworów:
| 1. | "Kiss + Swallow (Radio Edit)"          | 3:40  |
|    |                                        |       |
| 2. | "Kiss + Swallow (Album Version)"       | 5:16  |
|    |                                        |       |
| 3. | "Kiss + Swallow (Moonbootica remix)"   | 6:08  |
|    |                                        |       |
| 4. | "Kiss + Swallow (Free Radicals remix)" | 4:51  |
|    |                                        |       |
| 5. | "Kiss + Swallow (Manix remix)"         | 5:47  |
|    |                                        |       |
|    |                                        | 25:42 |
|    |                                        |       |
Ta wersja singla Kiss + Swallow ukazała się także w formie downloadu. 3 lipca 2020 wersja cyfrowa została wydana ponownie.

#### Kiss + Swallow (CD, Loser Friendly Records)
Singel promocyjny, Loser Friendly Records, CD, 2004.
Lista utworów:
| 1. | „I AM X”                      | 0:15  |
|    |                               |       |
| 2. | „Kiss + Swallow (radio edit)” | 3:45  |
|    |                               |       |
|    |                               | 04:00 |
|    |                               |       |

#### Kiss + Swallow (CD, Bang! Music)
Singel promocyjny, Bang! Music (Belgia), CD, 2004.
Lista utworów:
| 1. | „Kiss + Swallow” | 4:02  |
|    |                  |       |
|    |                  | 04:02 |
|    |                  |       |

#### Kiss + Swallow (12", Moonbootique Recordings)
Moonbootique Recordings, płyta gramofonowa 12", 2004.
Lista utworów:
| A1. | "Kiss & Swallow (Moonbootica Remix)"     | 6:08  |
|     |                                          |       |
| B1. | "Kiss & Swallow (Graf Zahl Remix)"       | 6:21  |
|     |                                          |       |
| B2. | "Kiss & Swallow (Moonbootica Dub Remix)" | 5:31  |
|     |                                          |       |
|     |                                          | 18:00 |
|     |                                          |       |

### Your Joy Is My Low

#### Your Joy Is My Low (Acute Music, 2004)
Minialbum Your Joy Is My Low wydano na CD nakładem wytwórni Acute Music w czerwcu 2004 roku w Austrii podczas tamtejszej trasy koncertowej. Nakład był limitowany do liczby 222 egzemplarzy.
Lista utworów:
1. „Your Joy Is My Low” 5:18
2. „You Stick It In Me (Alt Mix)” 4:20
3. „This Will Make You Love Again” 4:58
4. „I Like Pretending” 5:16

#### Your Joy Is My Low (Radio Edit)
Singel promocyjny wydany na CD w 2004 roku nakładem belgijskiej wytwórni Anorak Supersport.
Lista utworów:
1. „Your Joy Is My Low (Radio Edit)”

#### Your Joy Is My Low (Mister Torpedo Remix)
Singel promocyjny wydany na CD w 2005 roku nakładem belgijskiej wytwórni Anorak Supersport.
Lista utworów:
1. „Your Joy Is My Low (Mister Torpedo Remix)” 6:14

#### Your Joy Is My Low Remixes
EPka Your Joy Is My Low Remixes ukazała się 26 maja 2005, nakładem belgijskiej wytwórni Anorak Supersport. Nakład był limitowany do liczby 500 egzemplarzy.
Lista utworów:
1. „Your Joy Is My Low («You Are X Remix» by Thomas Sari)” 5:56
2. „Your Joy Is My Low (Soldout Remix)” 4:13
3. „Your Joy Is My Low (Mr. Jack Remix)” 4:58
4. „Your Joy Is My Low («Rockmixed» by Mister Torpedo)” 6:14

Minialbum Your Joy Is My Low Remixes został wydany także w formie downloadu. 10 lipca 2020 wersja cyfrowa została wznowiona jako Your Joy Is My Low - EP z okładką taką samą jaką miała EPka Your Joy Is My Low z 2004 roku.

### Missile
"Missile" promowały dwa różne teledyski. W jednym widać Chrisa Cornera zanurzonego w wannie z wodą, z ustami zaklejonymi taśmą, na której znajdują się zmieniające się kolejno napisy: "LOVE ME" ("kochaj mnie"), "HATE ME" ("nienawidź mnie") i "HELP ME" ("pomóż mi"). Czyjaś ręka zmusza jego głowę do pozostania pod wodą. W drugim wideoklipie piosenkarz występuje wspólnie z Sue Denim. Między obojgiem zdaje się toczyć rodzaj erotycznej gry, w której skrępowany Corner pełni rolę "niewolnika".
Piosenka została wydana na singlu promocyjnym. 
Lista utworów (Tennis Schallplatten, CD, 2005):
1. "Missile (Radio Edit)" 3:28
2. "This Will Make You Love Again" 4:59
3. teledysk "Missile (Enhanced Video)" 3:34